# مصطفی حسین‌خانی
مصطفی حسین‌ خانی (زادهٔ ۷ فروردین ۱۳۶۸ تهران) کشتی‌گیر ایرانی در دسته‌های ۷۰ و ۷۴ کیلوگرم کشتی آزاد است. او برندهٔ مدال برنز مسابقات قهرمانی کشتی جهان در سال ۲۰۱۶، قهرمان دو دورهٔ مسابقات قهرمانی کشتی آسیا در سال‌های ۲۰۱۴ و ۲۰۱۶، و نیز برندهٔ مدال طلای بازی‌های کشورهای اسلامی ۲۰۱۷ است.
وی ملی‌پوش دستهٔ ۷۴ کیلوگرم ایران در المپیک ۲۰۲۰ توکیو بود که به مقام پانزدهم رسید. او همچنین سابقهٔ حضور در دو دورهٔ بازی‌های آسیایی ۲۰۱۴ و ۲۰۱۸، و مسابقات قهرمانی کشتی جهان در سال‌های ۲۰۱۴ و ۲۰۱۸ را نیز دارد. او همچنین قهرمان چهار دورهٔ رقابت‌های جام تختی است.

## فعالیت حرفه‌ای ورزشی

### قهرمانی آسیا ۲۰۱۰
در وزن ۶۶ کیلوگرم مصطفی حسین‌خانی مقابل کیم‌دائه‌سانگ از کره‌جنوبی در دو تایم با نتیجه چهار بر صفر شکست خورد اما با توجه به راهیابی حریف کره‌ای به مسابقه فینال، حسین‌خانی برای کسب مدال برنز به گروه شانس مجدد راه یافت. حسین خانی در این مرحله به مصاف کشتی‌گیر مغولستانی رفت که با وجود پیروزی یک بر صفر در تایم اول، وقت‌های دوم و سوم را یک بر یک و دو بر دو واگذار کر د تا از دور مسابقات حذف شود. حسین‌خانی در حالی تایم سوم را باخت که در سه ثانیه پایانی مسابقه، دو بر یک از حریفش پیش بود اما نتوانست در این زمان کوتاه دوام بیاورد و یک امتیاز از دست داد تا کنار رود. البته مربیان ایرانی معتقد بودند این امتیاز نباید به کشتی‌گیر مغول داده می‌شد اما بازبینی فیلم پیکار هم نتیجه‌ای نداد.

### قهرمانی آسیا ۲۰۱۱
در وزن ۶۶ کیلوگرم مصطفی حسین‌خانی در دور نخست مقابل اینوکینتی اینوکینتیف از قرقیزستان در ۳ تایم با نتیجه ۴ بر ۴ شکست خورد و با شکست حریف قرقیز در دور بعد از گردونه رقابت‌ها حذف شد.

### قهرمانی آسیا ۲۰۱۴
در وزن ۷۰ کیلوگرم مصطفی حسین‌خانی در دور نخست با نتیجه ۱۲ بر یک مقابل های‌وی لینگ از چین به پیروزی رسید و راهی دور دوم شد. وی در دور دوم نیز با نتیجه ۱۲ بر یک (با ضربه فنی) مقابل کان تات از ویتنام به پیروزی دست یافت و به نیمه‌نهایی رسید. حسین‌خانی در این مرحله هم با نتیجه ۱۰ بر صفر از سد اختیار نوروزف، دارنده مدال نقره ۲۰۱۱ آسیا از ازبکستان به پیروزی رسید و به فینال ۷۰ کیلو راه پیدا کرد. وی در دیدار پایانی با توجه به عدم حضور سومیرشوح ووخیدوف از تاجیکستان به عنوان فرد پیروز اعلام و قهرمان شد.

### مسابقات قهرمانی کشتی جهان ۲۰۱۴
مصطفی حسین‌خانی در دور نخست با نتیجه ۲ بر یک مقابل میروسلاو کیروف، دارنده مدال برنز قهرمانی اروپا از بلغارستان به پیروزی رسید و راهی دور بعد شد، اما در این مرحله با نتیجه ۳ بر ۳ مغلوب بکزاد عبدالرحمانوف از ازبکستان شد و از حضور در مرحله بعد بازماند که با توجه به شکست حریفش در مرحله یک‌چهارم نهایی مقابل حریف ترک از گردونه مسابقات کنار رفت تا وداعی زودهنگام با مسابقات داشته باشد.

### بازی‌های آسیایی ۲۰۱۴
مصطفی حسین‌خانی در ۷۰ کیلوگرم در نخستین دیدارش با نتیجه ۵ بر یک از سد عظمت عمرژانوف از قزاقستان گذشت و گام به مرحله یک‌چهارم نهایی گذاشت، اما در این مرحله در حالی که تا ثانیه‌های پایانی با نتیجه ۳ بر یک از حریفش پیش بود در نهایت با نتیجه ۳ بر ۳ مغلوب تاکافومی کوجیما، دارنده مدال نقره بازی‌های آسیایی دوحه و نفر سوم قهرمانی آسیا از ژاپن شد و با توجه به شکست کشتی‌گیر ژاپنی در نیمه‌نهایی حسین خانی هم از گردونه مسابقات حذف شد.

### قهرمانی آسیا ۲۰۱۶
در وزن ۷۴ کیلوگرم مصطفی حسین‌خانی در دور اول و در یک کشتی نزدیک با نتیجه ۴ بر ۳ از سد کوهی کیتامورا از ژاپن گذشت. وی در دور بعد مقابل سایاکابی یوسوپوف از قرقیزستان با نتیجه ۱۲ بر یک به پیروزی رسید و به مرحله نیمه نهایی راه یافت. حسین‌خانی در این مرحله نیز با نتیجه ۷ بر صفر دورجخاند گامبودورج از مغولستان را مغلوب کرد و فینالیست شد. حسین‌خانی قرار بود در فینال برای کسب مدال طلا با ژیگر ذاکروف از قزاقستان مبارزه کند که به دلیل مصدومیت حریفش بدون اینکه این مسابقه برگزار شود دست او به عنوان فرد پیروز بالا رفت تا مدال طلا برای ایران ثبت شود.

### مسابقات قهرمانی کشتی جهان ۲۰۱۶
حسین خانی در دور نخست در حالی که در تایم نخست ۹ بر صفر، از آمیت کومار دهانکار هندی پیش بود، با توجه به اینکه این کشتی‌گیر به دلیل مصدومیت از مچ پا به کشتی ادامه نداد، پیروز میدان شد، حسین خانی در دور دوم به مصاف یاکوپ گور از ترکیه رفت و با نتیجه ۲ بر صفر از سد وی گذشت. وی در دور سوم و در مرحله یک چهارم نهایی به مصاف ماگومد قربان‌علیف دارنده مدال برنز جهان از روسیه رفت و با نتیجه۸ بر صفر مغلوب این کشتی‌گیر شد، اما با توجه به حضور این کشتی‌گیر روس در دیدار فینال حسین خانی به گروه شانس مجدد رفت. وی در این مرحله با نتیجه ۴ بر ۲ از سد میروسلاو کیروف از بلغارستان گذشت و راهی دیدار رده‌بندی شد. حسین خانی برای کسب مدال برنز به مصاف رشید قربانف کشتی‌گیر مطرح ازبکستانی رفت و در حالی که چشمانش به‌علت مصدومیت متورم نیز شده بود در یک کشتی حساس و نفسگیر با نتیجه یک بر یک به پیروزی رسید و به مدال برنز رسید.

### بازی‌های همبستگی کشورهای اسلامی ۲۰۱۷
در وزن ۷۰ کیلوگرم مصطفی حسین‌خانی در دور اول با نتیجه ۱۰ بر صفر سوربون عبدالخائف از تاجیکستان را شکست داد و در دور بعد در کشتی با اختیار نوروزف دارنده مدال برنز المپیک و نقره جهان از ازبکستان با نتیجه ۷ بر ۶ به پیروزی رسید و راهی دیدار نیمه نهایی شد. وی در این دیدار آدام باتیروف کشتی‌گیر روسی الاصل بحرین و دارنده مدال طلای آسیا را با نتیجه ۸ بر ۴ شکست داد و به دیدار فینال راه یافت. حسین‌خانی عصر امروز در دیدار فینال وزن ۷۰ کیلوگرم کشتی آزاد بازیهای همبستگی کشورهای اسلامی در شهر باکو رودرروی مرتضی علی مسلم اف از آذربایجان قرار گرفت و با پیروزی ۱۰ بر صفر به مدال طلا دست یافت.

### مسابقات قهرمانی کشتی جهان ۲۰۱۷
حسین‌خانی در وزن ۷۰ کیلوگرم کشتی آزاد مسابقات قهرمانی کشتی جهان ۲۰۱۷ پاریس حاضر بود که در دور اول با نتیجه ۱۰ بر صفر ایلمان مختاروف از فرانسه را شکست داد. وی در دور بعد نیز با نتیجه ۱۰ بر صفر از سد آدریان مویس از رومانی گذشت، اما در دور سوم مقابل یوهی فوجینامی از ژاپن با نتیجه ۷ بر ۶ شکست خورد و با توجه به شکست این کشتی‌گیر در مراحل بعدی، حسین خانی هم حذف شد.

### قهرمانی آسیا ۲۰۱۸
در وزن ۷۴ کیلوگرم مصطفی حسین‌خانی در دور نخست رانا از هند را با نتیجه ۵ بر صفر شکست داد. سپس توانست بکزاد عبدالرحمانوف دارنده مدال برنز جهان، قهرمان بازی‌های آسیایی و آسیا از ازبکستان را با نتیجه ۳ بر ۲ شکست دهد. وی در مرحله نیمه نهایی با نتیجه ۸ بر ۴ در مقابل مسلم اولویف کشتی‌گیر روسی الاصل قرقیزستان شکست خورد و از راهیابی به فینال بازماند و به دیدار رده‌بندی رسید. حسین‌خانی در دیدار رده‌بندی در کمتر از سه دقیقه موفق شد اورگراوف از ترکمنستان را با نتیجه ۱۰ بر صفر شکست دهد و به مدال برنز دست یابد.

### بازی‌های آسیایی ۲۰۱۸
مصطفی حسین‌خانی در وزن ۷۴ کیلوگرم در کشتی اول خود محمدعلی امجد از بنگلادش را با نتیجه ۱۰ بر صفر شکست داد. حسین خانی در دور دوم دولت‌میرات اورازگولیف از ترکمنستان را با نتیجه ۱۲ بر ۲ از پیش رو برداشت. حسین خانی در کشتی یک چهارم نهایی در مقابل بکزاد عبدالرحمانوف از ازبکستان قرار گرفت و با نتیجه ۴ بر ۲ شکست خورد.
این آزادکار که به گروه شانس مجدد رفت به دلیل انصراف حریف یمنی به دیدار رده‌بندی رفت. این مسابقه حساس بین حسین خانی و یوهی فوجینامی یوهی از ژاپن به نتیجه ۱۰ بر ۸ به سود حریف ژاپنی به اتمام رسید.

### مسابقات قهرمانی کشتی جهان ۲۰۱۸
مصطفی حسین‌خانی در وزن ۷۴ کیلوگرم در دور نخست مقابل دی لومائو از جزایر پالائو با نتیجه ۱۱ بر صفر به پیروزی رسید. او در دور دوم مقابل جردن باروز قهرمان جهان و المپیک از آمریکا در حالی که با نتیجه ۳ بر ۳ پیش بود، در ثانیه‌های پایانی با نتیجه ۴ بر ۳ مغلوب شد تا امیدهایش را برای رسیدن به فینال از دست بدهد. در دور بعد باروز کشتی خود را واگذار کرد تا حسین‌خانی از دور رقابت‌ها کنار برود.

### قهرمانی آسیا ۲۰۲۰
مصطفی حسین‌خانی در وزن ۷۴ کیلوگرم در دور نخست با نتیجه ۳ بر صفر بکجان ژامبولوف از قرقیزستان را از پیش رو برداشت. وی در دور بعد مقابل جیتیندر از هند با نتیجه ۲ بر ۲ مغلوب شد و با توجه به حضور این کشتی‌گیر در دیدار فینال به گروه شانس مجدد رفت. حسین خانی در این گروه پارینا چامنانجان از تایلند را با نتیجه ۱۰ بر صفر مغلوب کرد و به دیدار رده‌بندی راه یافت. در دیدار رده‌بندی حسین‌خانی با نتیجه ۵ بر صفر از سد سومیابازار زاندانبود از مغولستان گذشت و صاحب مدال برنز شد.

### قهرمانی آسیا ۲۰۲۱
در وزن ۷۴ کیلوگرم مصطفی حسین خانی در دور اول با نتیجه ۵ بر ۲ از سد اختیار نوروزف از ازبکستان گذشت وی دور بعد با نتیجه ۱۰ بر ۳ سئونگ چول لی از کره جنوبی را از پیش رو برداشت و راهی مرحله نیمه نهایی شد. وی در این مرحله آتامیرات چارلیف از ترکمنستان را با نتیجه ۱۱ بر صفر مغلوب کرد و به دیدار فینال راه یافت. وی در این دیدار مقابل نورکوژا کایپانوف دارنده مدال نقره جهان از قزاقستان با نتیجه ۶ بر ۲ مغلوب شد و به مدال نقره رسید.

### المپیک ۲۰۲۰ توکیو
مصطفی حسین خانی در نخستین مصاف خود به مصاف کایل داک از آمریکا رفت و با نتیجه ۴ بر صفر شکست خورد. در ادامه کایل داک آمریکایی هم مغلوب حریف خود شد و از راهیابی به فینال بازماند. بدین ترتیب حسین خانی هم با توجه به شکست آزادکار آمریکایی نتوانست به گروه شانس مجدد برود و از دور رقابتها حذف شد.